# Lophophelma iterans
Lophophelma iterans là một loài bướm đêm trong họ Geometridae.